# AN/SSQ-53
AN/SSQ-53 — американский пассивный направленый одноразовый гидроакустический буй системы DIFAR (англ. Directional Frequency Analysis and Recording, направленный частотный анализ и запись), типоразмер А. Применяется для обнаружения, определения пеленга, сопровождения, классификации подводных целей. Два или более буя совместно позволяют определить точные координаты цели. Имеет высокую чувствительность в низкочастотном диапазоне 10–2400 Гц. Антенна имеет два направленных и один ненаправленный гидрофон и может опускаться на глубину 30, 120 или 300 м.
Вместо предварительной ручной механической установки параметров буя впервые применено электронное переключение функций (номер радиоканала, глубина погружения, длительность работы) по радиоканалу с приёмником радиокоманд. Устанавливается с самолётов и вертолётов. 
После попадания в воду и активации переходит в пассивный режим с предустановленной глубиной погружения антенны и временем функционирования. При приёме акустического сигнала преобразует его в частотно-модулированный УКВ-сигнал, вычисляет магнитный пеленг на цель, ретранслирует сигнал по радиоканалу на самолёт-носитель.
Буй широко использовался во многих странах мира. Только фирма Magnavox произвела более 1 млн. единиц. Стоимость единицы благодаря высокой степени роботизации производства составляла 240 долл. 
С 1989 года производится новая модификация AN/SSQ-53D, обладающая расширенным частотным диапазоном и сниженным уровнем шумов благодаря использованию спаренных гидрофонов.

## Тактико-технические характеристики
- Частотный диапазон — 10–2400 Гц[1]
- Глубина погружения гидрофона — 30, 120 и 300 м[1]
- Длительность функционирования — 1, 3 или 8 часов[1]
- Частота передатчика — 99 фиксированных переключаемых частот в диапазоне УКВ[1]

## Модификации
AN-SSQ-53B — базовая модель, выпущенная в 1969 году. Типоразмер А.
AN-SSQ-53С — аналогична AN-SSQ-53B, однако имеет меньшую длину (типоразмер G).
AN-SSQ-53D — текущий стандартный буй DIFAR НАТО c электронным переключением функций, расширенным диапазоном частот (нижняя частота 5 Гц), улучшенной электроникой. Выпускается с 1989 года.
AN-SSQ-53E — оснащён командным переключением функций по радиоканалу ДМВ. Система команд включает:
- Включение/выключение радиоретрансляции акустического сигнала;
- Режим приёма (направленный гидрофон/ненаправленный гидрофон на глубине 14 м);
- Включение/выключение автоматической регулировки усиления;
- Выбор радиоканала для ретрансляции.

Имеет дополнительную установку глубины 60 м.